# تلمبه محمدآباد
تلمبه محمدآباد یک منطقهٔ مسکونی در ایران است که در دهستان راین واقع شده‌است.